# Labastide-Saint-Pierre
Pour les articles homonymes, voir Labastide.
Labastide-Saint-Pierre, connu sous la Révolution sous le nom de Labastide-du-Tarn, est une commune française située dans le sud du département de Tarn-et-Garonne, en région Occitanie.
Sur le plan historique et culturel, la commune est dans le Pays Montalbanais, correspondant à la partie méridionale du Quercy.
Exposée à un climat océanique altéré, elle est drainée par le Tarn, le Rieu Tort, le ruisseau du Vergnet, le ruisseau la Margasse, le ruisseau de la Rougette et par divers autres petits cours d'eau. La commune possède un patrimoine naturel remarquable : un site Natura 2000 (Les « vallées du Tarn, de l'Aveyron, du Viaur, de l'Agout et du Gijou »), un espace protégé (le « prairie de la Viguerie ») et deux zones naturelles d'intérêt écologique, faunistique et floristique.
Labastide-Saint-Pierre est une commune rurale qui compte 3 763 habitants en 2022, après avoir connu une forte hausse de la population depuis 1962. Elle est dans l'agglomération de Labastide-Saint-Pierre et fait partie de l'aire d'attraction de Toulouse. Ses habitants sont appelés les Bastidiens ou  Bastidiennes.

## Géographie

### Localisation
Commune située sur le Tarn entre Montauban et Buzet-sur-Tarn sur l'ancienne route nationale 630. Elle est la ville-centre d'une unité urbaine de l'aire d'attraction de Toulouse.

### Communes limitrophes
Labastide-Saint-Pierre est limitrophe de six autres communes.
Les communes limitrophes sont  Bressols, Campsas, Corbarieu, Montauban, Montbartier et Orgueil.
| Bressols    | Montauban              |           |
| Montbartier | Labastide-Saint-Pierre | Corbarieu |
|             | Campsas                | Orgueil   |

### Géologie et relief
La commune de Labastide-Saint-Pierre est établie sur la première terrasse du Tarn en rive gauche.
La superficie de la commune de est de 2 064 hectares ; son altitude varie de 75  à   119 mètres.

### Hydrographie

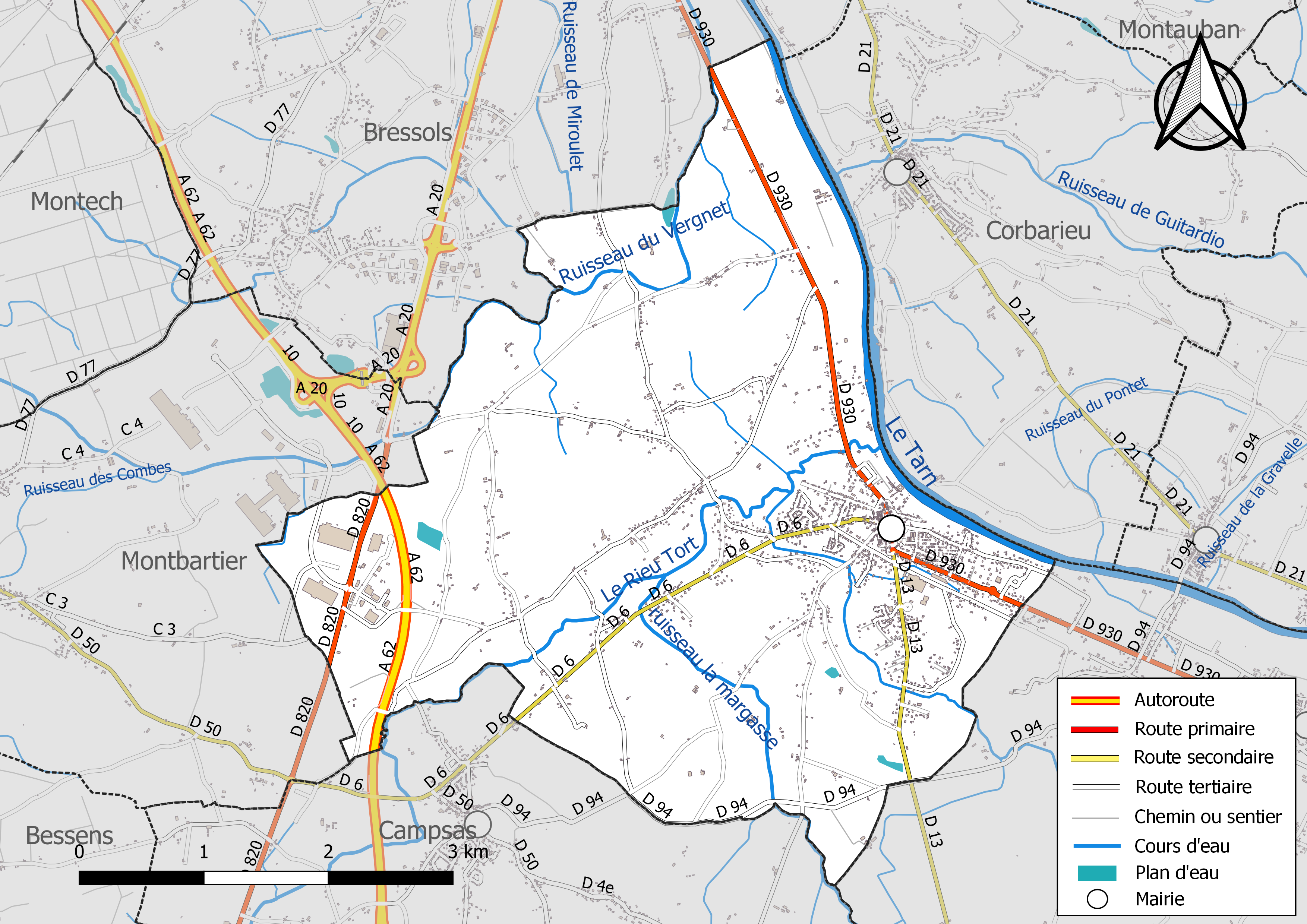
Réseaux hydrographique et routier de Labastide-Saint-Pierre.

La commune est dans le bassin versant de la Garonne, au sein du bassin hydrographique Adour-Garonne. Elle est drainée par le Tarn, le Rieu Tort, le ruisseau du Vergnet, le ruisseau la Margasse, le ruisseau de la Rougette, le ruisseau de Cantaloube, le ruisseau de Quartd'Homme et par divers petits cours d'eau, constituant un réseau hydrographique de 24 km de longueur totale,.
Le Tarn, d'une longueur totale de 380 km, prend sa source dans la commune de Pont de Montvert - Sud Mont Lozère et s'écoule d'est en ouest. Il traverse la commune et se jette dans la Garonne à Saint-Nicolas-de-la-Grave, après avoir traversé 98 communes.
Le Rieu Tort, d'une longueur totale de 14,8 km, prend sa source dans la commune de Fronton et s'écoule du sud vers le nord. Il se jette dans le Tarn sur le territoire communal, après avoir traversé 5 communes.
Le ruisseau du Vergnet, d'une longueur totale de 11 km, prend sa source dans la commune de Montech et s'écoule d'ouest en est. Il traverse la commune et se jette dans le Tarn à Bressols, après avoir traversé 4 communes.
Le ruisseau la Margasse, d'une longueur totale de 13,6 km, prend sa source dans la commune de Pompignan et s'écoule du sud vers le nord. Il se jette dans le Rieu Tort sur le territoire communal, après avoir traversé 6 communes.

### Climat
Pour des articles plus généraux, voir Climat de l'Occitanie et Climat de Tarn-et-Garonne.
En 2010, le climat de la commune est de type climat du Bassin du Sud-Ouest, selon une étude du Centre national de la recherche scientifique s'appuyant sur une série de données couvrant la période 1971-2000. En 2020, Météo-France publie une typologie des climats de la France métropolitaine dans laquelle la commune est exposée à un climat océanique altéré et est dans la région climatique Aquitaine, Gascogne, caractérisée par une pluviométrie abondante au printemps, modérée en automne, un faible ensoleillement au printemps, un été chaud (19,5 °C), des vents faibles, des brouillards fréquents en automne et en hiver et des orages fréquents en été (15 à 20 jours).
Pour la période 1971-2000, la température annuelle moyenne est de 13,2 °C, avec une amplitude thermique annuelle de 15,8 °C. Le cumul annuel moyen de précipitations est de 732 mm, avec 10,3 jours de précipitations en janvier et 5,4 jours en juillet. Pour la période 1991-2020, la température moyenne annuelle observée sur la station météorologique de Météo-France la plus proche, « Montauban », sur la commune de Montauban à 11 km à vol d'oiseau, est de 13,9 °C et le cumul annuel moyen de précipitations est de 710,2 mm. 
La température maximale relevée sur cette station est de 42,6 °C, atteinte le 24 août 2023 ; la température minimale est de −20 °C, atteinte le 16 janvier 1985,,.
Les paramètres climatiques de la commune ont été estimés pour le milieu du siècle (2041-2070) selon différents scénarios d'émission de gaz à effet de serre à partir des nouvelles projections climatiques de référence DRIAS-2020. Ils sont consultables sur un site dédié publié par Météo-France en novembre 2022.

### Milieux naturels et biodiversité

#### Espaces protégés
La protection réglementaire est le mode d’intervention le plus fort pour préserver des espaces naturels remarquables et leur biodiversité associée,.
Un  espace protégé est présent sur la commune : 
le « prairie de la Viguerie », un terrain acquis (ou assimilé) par un conservatoire d'espaces naturels, d'une superficie de 1,1 ha.

#### Réseau Natura 2000

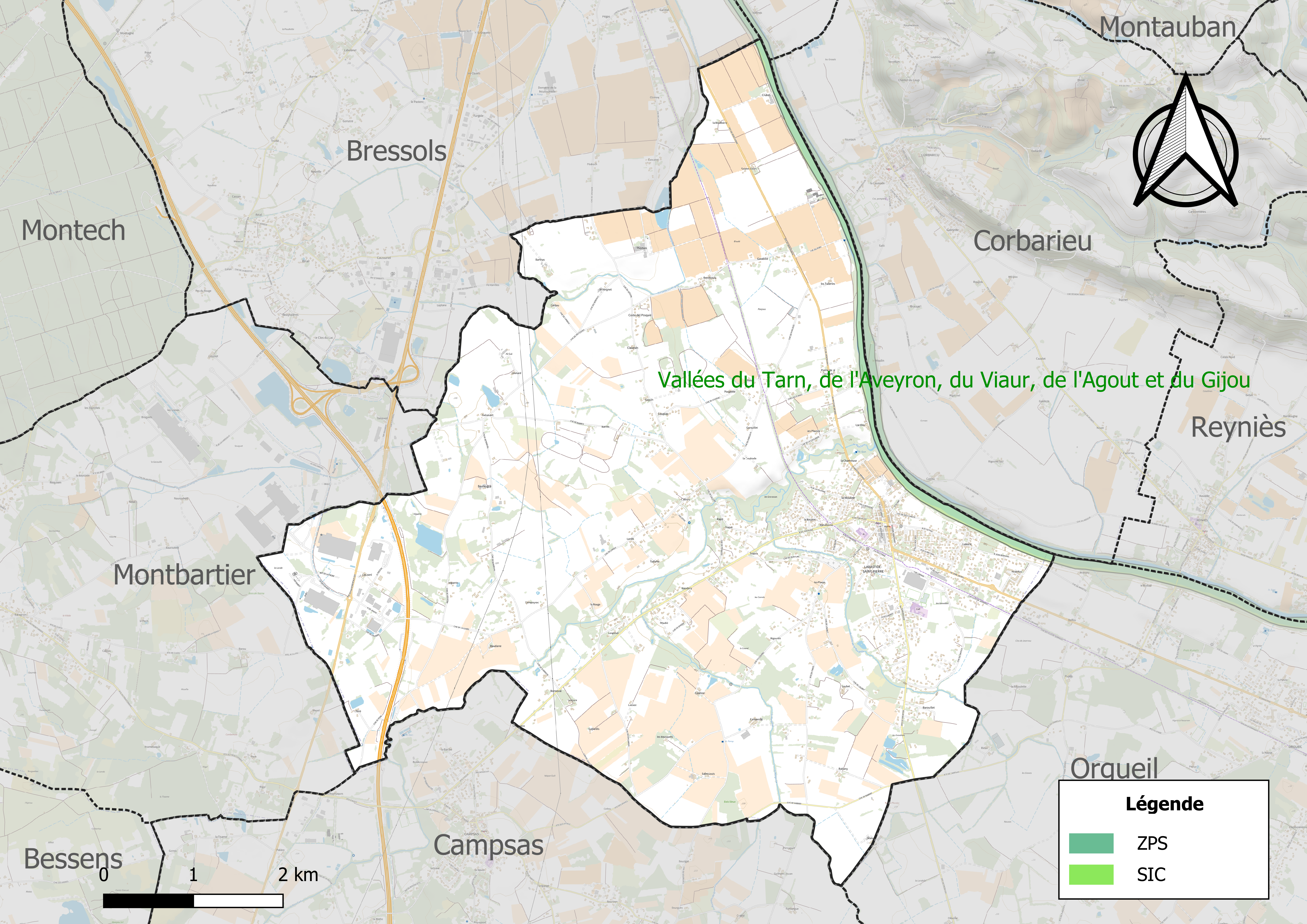
Site Natura 2000 sur le territoire communal.

Le réseau Natura 2000 est un réseau écologique européen de sites naturels d'intérêt écologique élaboré à partir des directives habitats et oiseaux, constitué de zones spéciales de conservation (ZSC) et de zones de protection spéciale (ZPS).
Un site Natura 2000 a été défini sur la commune au titre de la directive habitats : Les « vallées du Tarn, de l'Aveyron, du Viaur, de l'Agout et du Gijou », d'une superficie de 17 144 ha, s'étendant sur 136 communes dont 41 dans l'Aveyron, 8 en Haute-Garonne, 50 dans le Tarn et 37 dans le Tarn-et-Garonne. Elles présentent une très grande diversité d'habitats et d'espèces dans ce vaste réseau de cours d'eau et de gorges. La présence de la Loutre d'Europe et de la moule perlière d'eau douce est également d'un intérêt majeur.

#### Zones naturelles d'intérêt écologique, faunistique et floristique
L’inventaire des zones naturelles d'intérêt écologique, faunistique et floristique (ZNIEFF) a pour objectif de réaliser une couverture des zones les plus intéressantes sur le plan écologique, essentiellement dans la perspective d’améliorer la connaissance du patrimoine naturel national et de fournir aux différents décideurs un outil d’aide à la prise en compte de l’environnement dans l’aménagement du territoire.
Une ZNIEFF de type 1 est recensée sur la commune :
l'« ensemble d'habitats acides de la Viguerie » (21 ha), couvrant 2 communes du département et une ZNIEFF de type 2, : 
la « basse vallée du Tarn » (3 623 ha), couvrant 49 communes dont huit dans la Haute-Garonne, 20 dans le Tarn et 21 dans le Tarn-et-Garonne.

Carte des ZNIEFF de type 1 et 2 à Labastide-Saint-Pierre.
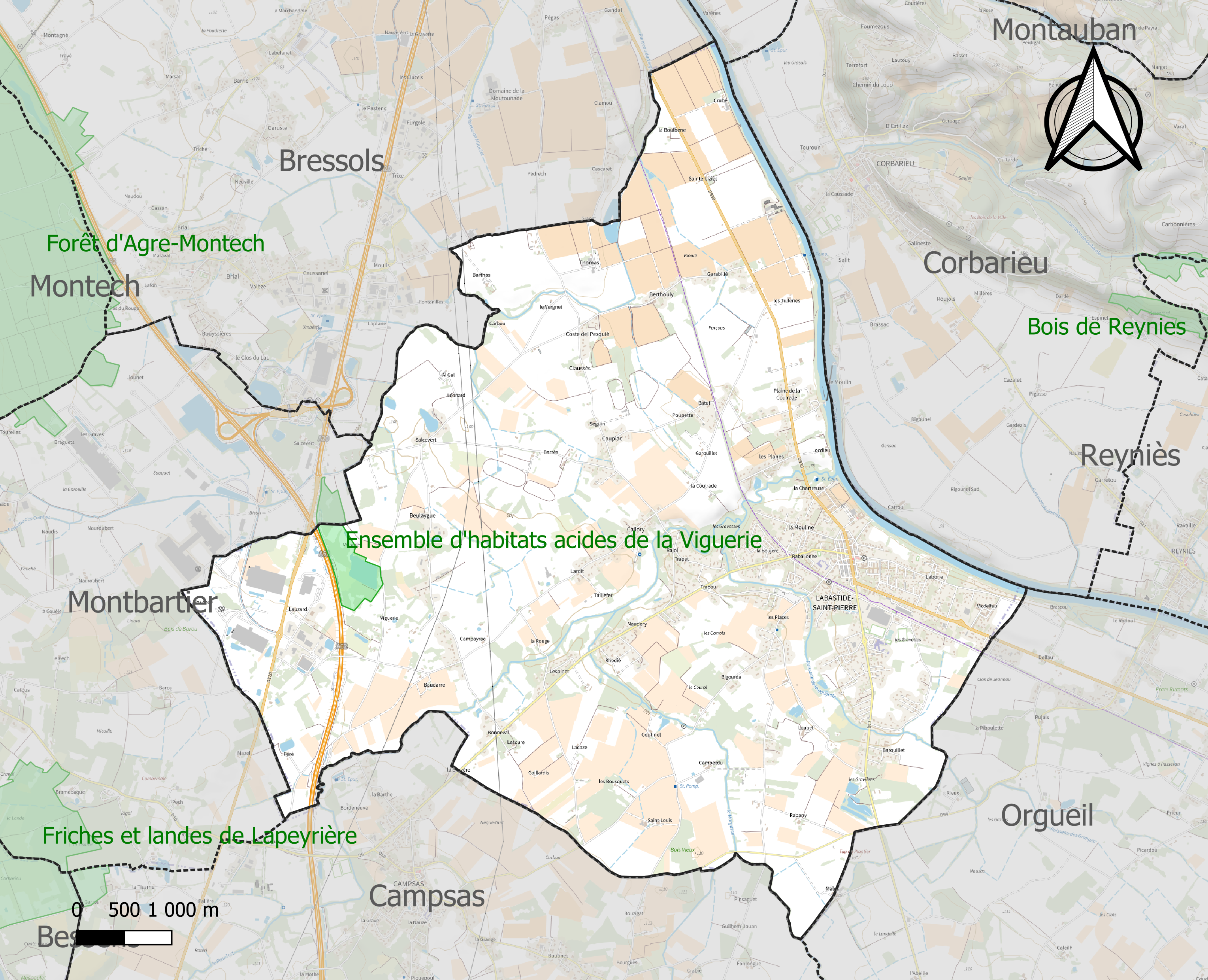
Carte de la ZNIEFF de type 1 sur la commune.
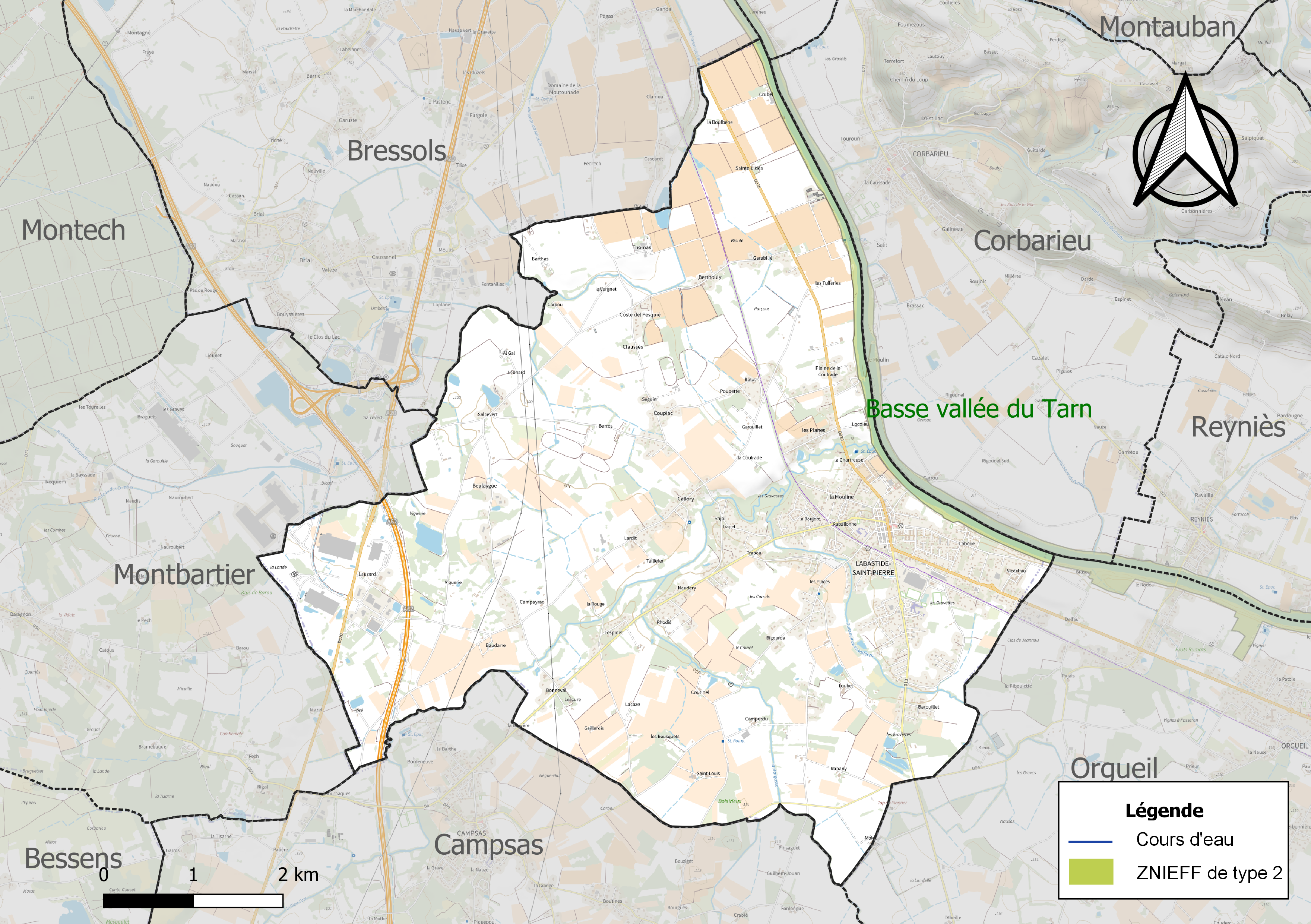
Carte de la ZNIEFF de type 2 sur la commune.

## Urbanisme

### Typologie
Au 1er janvier 2024, Labastide-Saint-Pierre est catégorisée bourg rural, selon la nouvelle grille communale de densité à sept niveaux définie par l'Insee en 2022.
Elle appartient à l'unité urbaine de Labastide-Saint-Pierre, une agglomération intra-départementale regroupant six  communes, dont elle est ville-centre,,. Par ailleurs la commune fait partie de l'aire d'attraction de Toulouse, dont elle est une commune de la couronne,. Cette aire, qui regroupe 527 communes, est catégorisée dans les aires de 700 000 habitants ou plus (hors Paris),.

### Occupation des sols

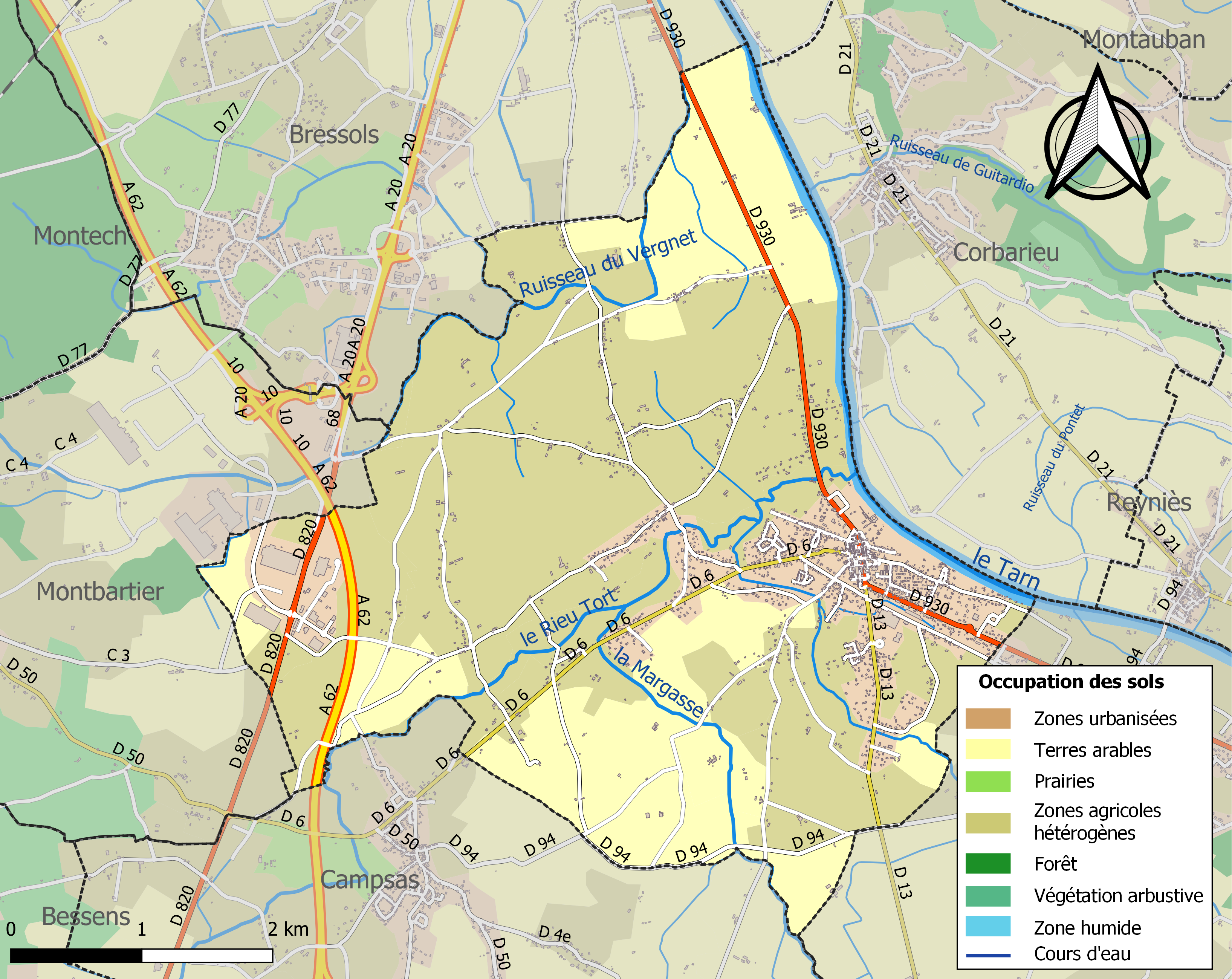
Carte des infrastructures et de l'occupation des sols de la commune en 2018 (CLC).

L'occupation des sols de la commune, telle qu'elle ressort de la base de données européenne d’occupation biophysique des sols Corine Land Cover (CLC), est marquée par l'importance des territoires agricoles (85 % en 2018), en diminution par rapport à 1990 (95 %). La répartition détaillée en 2018 est la suivante : 
zones agricoles hétérogènes (56,8 %), cultures permanentes (23,5 %), zones urbanisées (11 %), terres arables (4,7 %), zones industrielles ou commerciales et réseaux de communication (2,7 %), eaux continentales (1,3 %). L'évolution de l’occupation des sols de la commune et de ses infrastructures peut être observée sur les différentes représentations cartographiques du territoire : la carte de Cassini (XVIIIe siècle), la carte d'état-major (1820-1866) et les cartes ou photos aériennes de l'IGN pour la période actuelle (1950 à aujourd'hui).

### Voies de communication et transports
Labastide-Saint-Pierre est desservie par une ligne de bus des Lignes intermodales d'Occitanie, la ligne 717, qui permet de relier Montauban à Saint-Sulpice-la-Pointe en passant directement par le centre-ville.
La commune est accessible par l'A62  10 (Villemur-sur-Tarn), puis par la D930 (ancienne route nationale 630).
La commune est proche de plusieurs gares : la gare de Montbartier ou la gare de Montauban-Villebourbon.

### Risques majeurs
Le territoire de la commune de Labastide-Saint-Pierre est vulnérable à différents aléas naturels : météorologiques (tempête, orage, neige, grand froid, canicule ou sécheresse), inondations, mouvements de terrains et séisme (sismicité très faible). Il est également exposé à deux risques technologiques, le transport de matières dangereuses et  le risque industriel. Un site publié par le BRGM permet d'évaluer simplement et rapidement les risques d'un bien localisé soit par son adresse soit par le numéro de sa parcelle.

#### Risques naturels
La commune fait partie du territoire à risques importants d'inondation (TRI) de Montauban-Moissac, regroupant 15 communes concernées par un risque de débordement du Tarn, un des 18 TRI qui ont été arrêtés fin 2012 sur le bassin Adour-Garonne. La crue historique de mars 1930 a provoqué des dégâts considérables. Le sinistre a fait 210 morts et près de 10 000 sinistrés. 120 morts ont été recensés pour la seule ville de Moissac après la rupture des digues et 2 769 maisons ont été détruites en Tarn-et-Garonne. Des cartes des surfaces inondables ont été établies pour trois scénarios : fréquent (crue de temps de retour de 10 ans à 30 ans), moyen (temps de retour de 100 ans à 300 ans) et extrême (temps de retour de l'ordre de 1 000 ans, qui met en défaut tout système de protection). La commune a été reconnue en état de catastrophe naturelle au titre des dommages causés par les inondations et coulées de boue survenues en 1982, 1991, 1992, 1994, 1996, 1999, 2003, 2008 et 2020,.
Labastide-Saint-Pierre est exposée au risque de feu de forêt. Le département de Tarn-et-Garonne présentant toutefois globalement un niveau d’aléa moyen à faible très localisé, aucun Plan départemental de protection des forêts contre les risques d’incendie de forêt (PFCIF) n'a été élaboré. Le débroussaillement aux abords des maisons constitue l’une des meilleures protections pour les particuliers contre le feu,.

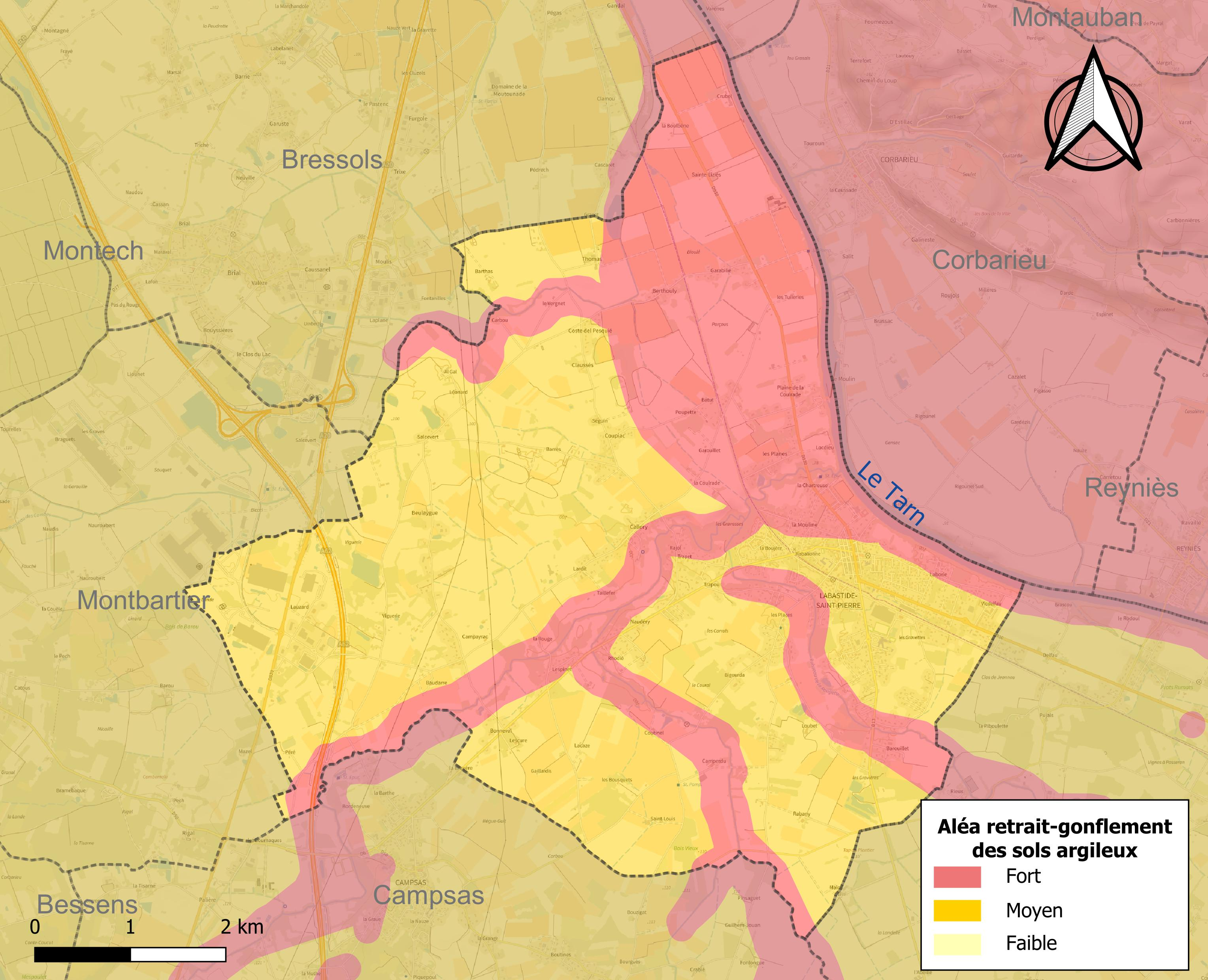
Carte des zones d'aléa retrait-gonflement des sols argileux de Labastide-Saint-Pierre.

Les mouvements de terrains susceptibles de se produire sur la commune sont des tassements différentiels.
Le retrait-gonflement des sols argileux est susceptible d'engendrer des dommages importants aux bâtiments en cas d’alternance de périodes de sécheresse et de pluie. La totalité de la commune est en aléa moyen ou fort (92 % au niveau départemental et 48,5 % au niveau national). Sur les 1 372 bâtiments dénombrés sur la commune en 2019, 1 372 sont en aléa moyen ou fort, soit 100 %, à comparer aux 96 % au niveau départemental et 54 % au niveau national. Une cartographie de l'exposition du territoire national au retrait gonflement des sols argileux est disponible sur le site du BRGM,.
Par ailleurs, afin de mieux appréhender le risque d’affaissement de terrain, l'inventaire national des cavités souterraines permet de localiser celles situées sur la commune.
Concernant les mouvements de terrains, la commune a été reconnue en état de catastrophe naturelle au titre des dommages causés par la sécheresse en 1989, 1995, 1998, 2002, 2003, 2011 et 2012 et par des mouvements de terrain en 1999.

#### Risques technologiques
La commune est exposée au risque industriel du fait de la présence sur son territoire d'une entreprise soumise à la directive européenne SEVESO.
Le risque de transport de matières dangereuses sur la commune est lié à sa traversée par des infrastructures routières ou ferroviaires importantes ou la présence d'une canalisation de transport d'hydrocarbures. Un accident se produisant sur de telles infrastructures est susceptible d’avoir des effets graves sur les biens, les personnes ou l'environnement, selon la nature du matériau transporté. Des dispositions d’urbanisme peuvent être préconisées en conséquence.

## Toponymie
Durant la Révolution, la commune porte le nom de Labastide-du-Tarn.
Ses habitants sont appelés les Bastidiens.

## Histoire
L'histoire de Labastide-Saint-Pierre commence à se préciser à l’époque où les empereurs romains gouvernèrent la Gaule. Les Romains furent les premiers cultivateurs, ils établirent des alliances avec les Gaulois et créèrent la grande route qui va de Montauban à Toulouse.
Au fil des siècles, la contrée a dû faire face à l’invasion et au pillage des Visigoths, des Francs, puis des Arabes et Berbères.
Au cours du Xe siècle, les habitants commencèrent à bâtir des villages autour des châteaux forts.
Vers la fin du IXe siècle, sous la protection du monastère de Saint-Théodard, Pierre d’Alba établit une sorte de colonie sous le vocable de Saint-Pierre, délimitée par le Tarn, la Rougette, la Margasse et le Rieutord.
A 12 km au sud de Montauban, sur la rive gauche du Tarn, fut bâti le bourg de Labastide, appelé ville par son fondateur Alphonse de Poitiers, en 1272. Vers le milieu du XIe siècle, le château fut édifié au bas du bourg (à la place de l’actuelle chartreuse). Il devait son importance aux revenus que lui procurait le péage du Tarn.
En 1317, le roi de France donna la majeure partie de Labastide à Pierre de Galard, grand maître des arbalétriers de France. À partir de cette époque, il y eut au château une compagnie plus ou moins nombreuse de soldats recrutés dans Saint-Pierre.
Pierre de Galard vendit ses droits seigneuriaux et au fil des ans les seigneurs se succédèrent.
En 1504, le marquis de Puylaroque resta seul bénéficiaire de la seigneurie de Labastide.
Durant les guerres de religion, le château de Labastide continua de s’enrichir avec les droits exigés des marchands qui empruntaient le Tarn et la route de Montauban à Toulouse.
En 1592, Saint-Pierre fut pillé et livré aux flammes par les protestants de Montauban, puis le seigneur de Labastide invita les survivants de Saint-Pierre à rebâtir leurs maisons dans les rectangles en friche de Labastide et ce village, devenu Labastide-Saint-Pierre, acquit une réelle importance.
En 1621, ils soutinrent le siège des Montalbanais et furent pour cela remerciés par Louis XIII en personne.
En 1622, le château fut pillé, puis mis à sac et incendié en 1628. Le château rebâti n’eut plus la même puissance. Il devint une grosse mais simple maison bourgeoise. Le bourg ne se releva que très péniblement.
Le château du Clau n’a jamais été un château féodal, encore moins une forteresse. Il a surtout été la belle résidence des seigneurs de Corbarieu, barons de Terride. Il fut pris par les protestants de Montauban en 1622 et fut occupé jusqu’en 1625.
Contraint de partir, le duc de Rohan, chef des calvinistes, ordonna que l’on démolisse l’église de Saint-Lizier, attenante au château.
Les catholiques s’emparèrent de nouveau du Clau et reconstruisirent le prieuré de Saint-Lizier en 1648.
Sous le nouveau régime, en 1789, le citoyen Lescure proposa en qualité de premier consul de nommer une garde bourgeoise afin de maintenir la tranquillité publique. Les Bastidiens payèrent un secrétaire. A mesure que les lois parvenaient à la municipalité, elles devaient être régulièrement inscrites sur les registres.
Labastide fut comprise dans le canton de Grisolles, arrondissement de Castelsarrasin, département de la Haute-Garonne. Elle fut dénommée Labastide Fronton puis Labastide sur Tarn. Elle voyait son importance grandir chaque jour.
Elle faisait partie du Bas-Montauban.
Durant la Révolution, en 1792, les biens des marquis de Puylaroque furent confisqués. Jusqu’en 1850 environ, le château passa de vente en vente à divers marchands de biens.
En 1850, le château fut vendu à l’ordre des Chartreusines de saint Bruno. Sa conception intérieure fut modifiée, les grandes salles furent divisées en cellules.
1903 marqua la séparation de l’église et de l’État, les Chartreusines partirent s’installer en Italie mais gardèrent possession du château, acheté par une sœur sous son nom civil.
De 1914 à 1918, le château reçut des personnes résidant en France mais originaires de pays alliés à l’Allemagne, les « internés ».
Le château resta vide jusqu’en 1941 où l’armée française en prit possession, puis l’armée allemande en 1944.

## Politique et administration

### Administration municipale
Le nombre d'habitants au recensement de 2017 étant compris entre 3 500 habitants et 4 999 habitants au dernier recensement, le nombre de membres du conseil municipal est de vingt sept,.

### Rattachements administratifs et électoraux
La commune fait partie de la communauté de communes Grand Sud Tarn-et-Garonne et du canton de Tarn-Tescou-Quercy vert (avant le redécoupage départemental de 2014, Labastide-Saint-Pierre faisait partie de l'ex-canton de Grisolles) et avant le 1er janvier 2017 elle faisait partie de la communauté de communes du Terroir Grisolles Villebrumier.

### Liste des maires
| Période                                  | Période       | Identité             | Étiquette    | Qualité |
| ---------------------------------------- | ------------- | -------------------- | ------------ | --- |
| décembre 1919                            | mai 1929      | Jean-Claude Abeilhou |              | |
| mai 1929                                 | mai 1935      | Louis Combedouzou    |              | |
| mai 1935                                 | novembre 1939 | Charles Penchenat    |              | |
| novembre 1939                            | octobre 1940  | Jeanny Pech          |              | |
| octobre 1940                             | mai 1953      | Charles Penchenat    |              | |
| mai 1953                                 | mars 1971     | Edouard Montels      |              | |
| mars 1971                                | mars 1977     | Jean-Claude Arbeau   | MRG          | |
| mars 1977                                | mars 1983     | Edouard Montels      |              | |
| mars 1983                                | mars 2001     | Jean-Claude Arbeau   | PRG          | PDG de la Société des Vins Arbeau Conseiller général du canton de Grisolles (1984 → 2004) Vice-président du conseil général de Tarn-et-Garonne (1992 → 2004)                                                                      |
| mars 2001                                | mars 2008     | Jean-Marc Parienté   | PS           | Médecin généraliste Conseiller général du canton de Grisolles (2004 → 2011) |
| mars 2008                                | En cours      | Jérôme Beq           | DVD puis DVC | Directeur d'usine Conseiller départemental du canton de Tarn-Tescou-Quercy vert (2015 → ) 8e vice-président du conseil départemental de Tarn-et-Garonne (2015 → ) 11e vice-président de la CC Grand Sud Tarn-et-Garonne (2017 → ) |
| Les données manquantes sont à compléter. |               |                      |              | |

## Démographie
L'évolution du nombre d'habitants est connue à travers les recensements de la population effectués dans la commune depuis 1793. Pour les communes de moins de 10 000 habitants, une enquête de recensement portant sur toute la population est réalisée tous les cinq ans, les populations de référence des années intermédiaires étant quant à elles estimées par interpolation ou extrapolation. Pour la commune, le premier recensement exhaustif entrant dans le cadre du nouveau dispositif a été réalisé en 2005.

En 2022, la commune comptait 3 763 habitants, en évolution de +1,1 % par rapport à 2016 (Tarn-et-Garonne : +3,12 %, France hors Mayotte : +2,11 %).
| 1793 | 1800 | 1806 | 1821 | 1831 | 1836 | 1841 | 1846 | 1851  |
| ---- | ---- | ---- | ---- | ---- | ---- | ---- | ---- | ----- |
| 419  | 378  | 488  | 854  | 876  | 912  | 882  | 993  | 1 000 |

| 1856  | 1861  | 1866  | 1872  | 1876  | 1881  | 1886  | 1891  | 1896  |
| ----- | ----- | ----- | ----- | ----- | ----- | ----- | ----- | ----- |
| 1 014 | 1 015 | 1 019 | 1 017 | 1 031 | 1 127 | 1 115 | 1 059 | 1 028 |

| 1901 | 1906 | 1911 | 1921 | 1926 | 1931 | 1936 | 1946 | 1954  |
| ---- | ---- | ---- | ---- | ---- | ---- | ---- | ---- | ----- |
| 967  | 868  | 831  | 855  | 896  | 913  | 938  | 904  | 1 012 |

| 1962  | 1968  | 1975  | 1982  | 1990  | 1999  | 2005  | 2006  | 2010  |
| ----- | ----- | ----- | ----- | ----- | ----- | ----- | ----- | ----- |
| 1 140 | 1 310 | 1 848 | 2 231 | 2 653 | 3 043 | 3 466 | 3 508 | 3 680 |

| 2015  | 2020  | 2022  | - | - | - | - | - | - |
| ----- | ----- | ----- | - | - | - | - | - | - |
| 3 599 | 3 803 | 3 763 | - | - | - | - | - | - |

| selon la population municipale des années : | 1968 | 1975 | 1982 | 1990 | 1999 | 2006 | 2009 | 2013 |
| Rang de la commune dans le département      | 22   | 15   | 13   | 12   | 9    | 10   | 10   | 13   |
| Nombre de communes du département           | 195  | 195  | 195  | 195  | 195  | 195  | 195  | 195  |

## Économie

### Revenus
En 2018, la commune compte 1 479 ménages fiscaux, regroupant 3 646 personnes. La médiane du revenu disponible par unité de consommation est de 20 320 € (20 140 € dans le département). 43 % des ménages fiscaux sont imposés (42,6 % dans le département).

### Emploi
|                | 2008   | 2013   | 2018   |
| -------------- | ------ | ------ | ------ |
| Commune        | 11,2 % | 11,2 % | 10,4 % |
| Département    | 8,4 %  | 10,2 % | 10,3 % |
| France entière | 8,3 %  | 10 %   | 10 %   |

En 2018, la population âgée de 15 à 64 ans s'élève à 2 297 personnes, parmi lesquelles on compte 76,1 % d'actifs (65,6 % ayant un emploi et 10,4 % de chômeurs) et 23,9 % d'inactifs,. Depuis 2008, le taux de chômage communal (au sens du recensement) des 15-64 ans est supérieur à celui de la France et du département.
La commune fait partie de la couronne de l'aire d'attraction de Toulouse, du fait qu'au moins 15 % des actifs travaillent dans le pôle,. Elle compte 896 emplois en 2018, contre 828 en 2013 et 779 en 2008. Le nombre d'actifs ayant un emploi résidant dans la commune est de 1 522, soit un indicateur de concentration d'emploi de 58,9 % et un taux d'activité parmi les 15 ans ou plus de 58,8 %.
Sur ces 1 522 actifs de 15 ans ou plus ayant un emploi, 266 travaillent dans la commune, soit 18 % des habitants. Pour se rendre au travail, 90,9 % des habitants utilisent un véhicule personnel ou de fonction à quatre roues, 1,6 % les transports en commun, 3,8 % s'y rendent en deux-roues, à vélo ou à pied et 3,6 % n'ont pas besoin de transport (travail au domicile).

### Activités hors agriculture

#### Secteurs d'activités
237 établissements sont implantés  à Labastide-Saint-Pierre au 31 décembre 2019. Le tableau ci-dessous en détaille le nombre par secteur d'activité et compare les ratios avec ceux du département,.
| Secteur d'activité                                                                                        | Commune | Commune | Département |
| Secteur d'activité                                                                                        | Nombre  | %       | %           |
| --- | ------- | ------- | ----------- |
| Ensemble                                                                                                  | 237     | 100 %   | (100 %)     |
| Industrie manufacturière, industries extractives et autres                                                | 17      | 7,2 %   | (9,6 %)     |
| Construction                                                                                              | 49      | 20,7 %  | (14,9 %)    |
| Commerce de gros et de détail, transports, hébergement et restauration                                    | 73      | 30,8 %  | (29,7 %)    |
| Information et communication                                                                              | 1       | 0,4 %   | (1,9 %)     |
| Activités financières et d'assurance                                                                      | 4       | 1,7 %   | (3,4 %)     |
| Activités immobilières                                                                                    | 8       | 3,4 %   | (3,3 %)     |
| Activités spécialisées, scientifiques et techniques et activités de services administratifs et de soutien | 29      | 12,2 %  | (14,1 %)    |
| Administration publique, enseignement, santé humaine et action sociale                                    | 36      | 15,2 %  | (13,6 %)    |
| Autres activités de services                                                                              | 20      | 8,4 %   | (9,3 %)     |

Le secteur du commerce de gros et de détail, des transports, de l'hébergement et de la restauration est prépondérant sur la commune puisqu'il représente 30,8 % du nombre total d'établissements de la commune (73 sur les 237 entreprises implantées  à Labastide-Saint-Pierre), contre 29,7 % au niveau départemental.

#### Entreprises et commerces
Les cinq entreprises ayant leur siège social sur le territoire communal qui génèrent le plus de chiffre d'affaires en 2020 sont : 
- SA Fradis, supermarchés (9 780 k€)
- MCI - Mecanique Carrosserie Industrielle, fabrication de carrosseries et remorques (4 669 k€)
- Senges 82, messagerie, fret express (3 528 k€)
- Komis, régie publicitaire de médias (1 640 k€)
- SARL FCI, commerce de détail d'équipements automobiles (920 k€)

### Agriculture
La commune est dans les « Vallées et Terrasses », une petite région agricole occupant le centre et une bande d'est en ouest  du département de Tarn-et-Garonne. En 2020, l'orientation technico-économique de l'agriculture  sur la commune est la culture de fruits ou d'autres cultures permanentes.
|               | 1988  | 2000  | 2010  | 2020  |
| ------------- | ----- | ----- | ----- | ----- |
| Exploitations | 71    | 46    | 31    | 32    |
| SAU (ha)      | 1 182 | 1 208 | 1 123 | 1 451 |

Le nombre d'exploitations agricoles en activité et ayant leur siège dans la commune est passé de 71 lors du recensement agricole de 1988  à 46 en 2000 puis à 31 en 2010 et enfin à 32 en 2020, soit une baisse de 55 % en 32 ans. Le même mouvement est observé à l'échelle du département qui a perdu pendant cette période 57 % de ses exploitations,. La surface agricole utilisée sur la commune a quant à elle augmenté, passant de 1 182 ha en 1988 à 1 451 ha en 2020. Parallèlement la surface agricole utilisée moyenne par exploitation a augmenté, passant de 17 à 45 ha.

## Culture locale et patrimoine

### Lieux et monuments

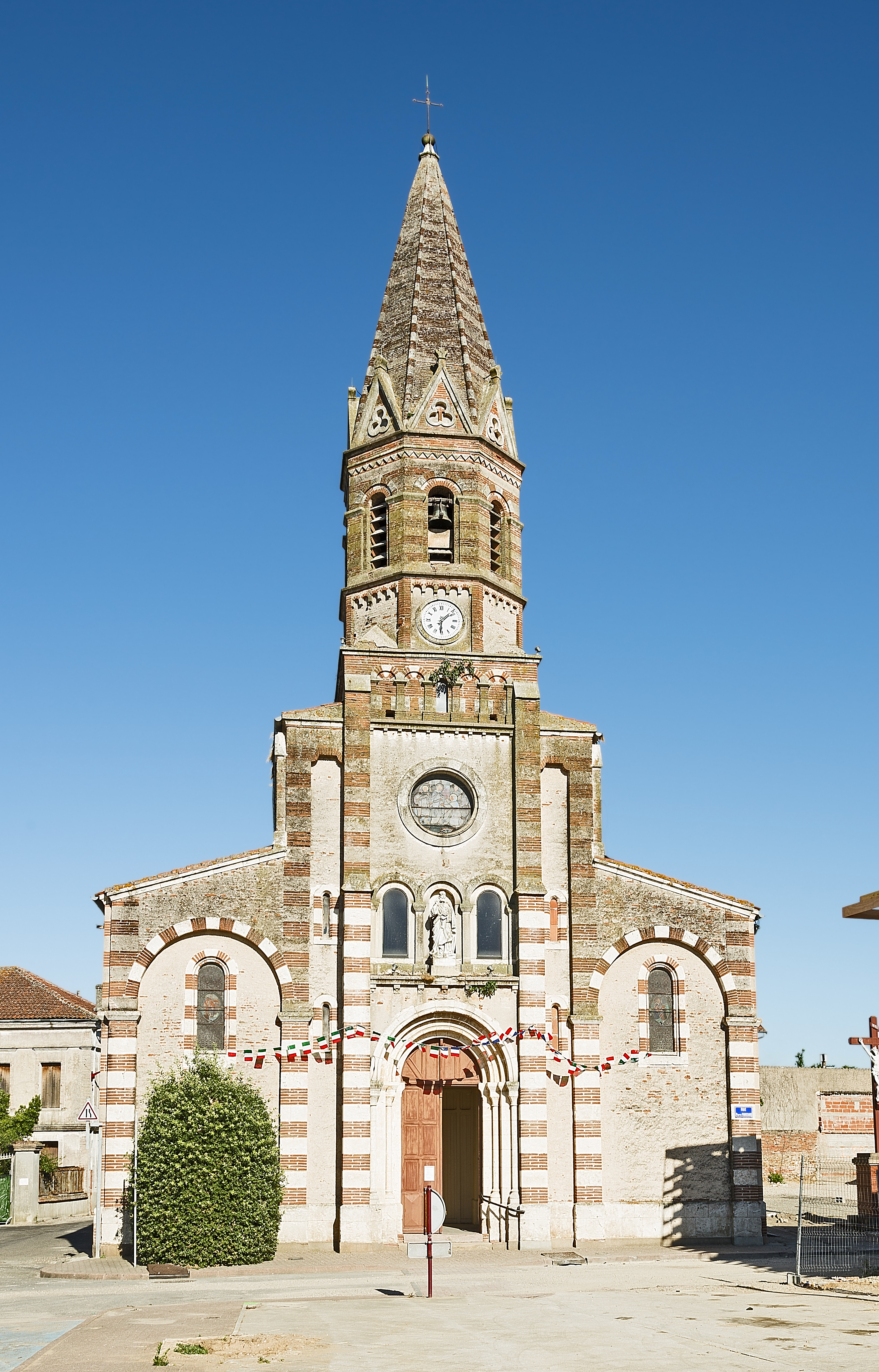
L'église.

- Église Saint-Pierre-ès-Liens de Labastide-Saint-Pierre.
- Château Saint-Louis[54]
- Château du Clau[55].
- Chartreuse de Labastide-Saint-Pierre

### Personnalités liées à la commune
- Charles Capéran (1862-1938), homme politique, maire de Montauban, député de Tarn-et-Garonne de 1902 à 1910, puis sénateur en 1912.

### Héraldique
| Labastide-Saint-Pierre | Son blasonnement est : D'or aux deux pointes de gueules posées en chevron. |

## Vie pratique

### Enseignement
Labastide-Saint-Pierre fait partie de l'académie de Toulouse.
L'éducation est assurée sur la commune de Labastide-Saint-Pierre de la crèche, en passant par l'école maternelle et l'école élémentaire, le collège Jean-Jacques-Rousseau, les lycées se trouvent sur la commune de Montauban, de Montech ou de Fronton.

### Activités sportives
Danse, gymnastique, judo, karaté, pétanque, volley-ball, tennis, football.

### Écologie et recyclage
La collecte et le traitement des déchets des ménages et des déchets assimilés ainsi que la protection et la mise en valeur de l'environnement se font dans le cadre de la communauté de communes du Terroir Grisolles Villebrumier.
La déchetterie se trouve sur la commune de Reynies.

## Pour approfondir